# Arscharunik
Arscharunik (armenisch Արշարունիք, ) war ein historischer Distrikt von Armenien, Teil der Provinz Ayrarat (Այրարատ), nördlich des Flusses Araxes. In der Frühgeschichte war das Gebiet bekannt als Eraskhadzor. Die bedeutende Festung Artagerk („Artageras“ bei Strabon) gehörte zum Distrikt, der größer ist als die heutige Provinz Armawir. Später wurde die Region durch das Kloster Gamrdschazor berühmt.

## Geschichte
Nach der Legende sollen bereits im 1. Jahrhundert n. Chr. der Apostel Bartholomäus im Gebiet Arscharunik  und der Apostel Thadeus im Gebiet Artaz (in der iranischen Provinz Aserbaidschan) das Christentum unter den Armeniern verbreitet haben.
Etwa im 10. Jahrhundert stand das Gebiet von Schirak und Arscharunik unter der Herrschaft der Dynastie der Kamsarakan.

## Persönlichkeiten
- Gregorios von Arscharunik (7.–8. Jh.), Bischof von Arscharunik[2]